# 達沢不動滝
達沢不動滝（たつさわふどうたき）は、福島県耶麻郡猪苗代町大字蚕養字達沢にある滝。いなわしろ新八景の第二番、ふくしまの水三十選の一つ。
不動明王が祀られており、岩肌に沿って水が簾のように流れ落ちる高さ10m、幅16mの豪快な男滝（おだき）と、向かってその西側にひっそりとたたずむ優美な女滝（めだき）からなる。男滝は南を向いているため、時間帯によっては水しぶきで滝の前に虹がかかるのを見ることができる。

## 交通アクセス
- 磐越自動車道猪苗代磐梯高原ICから国道115号、県道24号中の沢熱海線経由で約40分（磐梯高原リゾート・インぼなり付近から案内標識あり、駐車場までの最後の900mは未舗装かつ大型車の行き違いは困難）
- JR猪苗代駅から磐梯東都バス達沢行乗車で40分、終点で下車して徒歩10分